# Willo das Waldlicht
Willo das Waldlicht (Willo the Wisp) ist eine britische Zeichentrickserie im Stile einer Theateraufführung, die in einem Wald (Doyley Woods) von einer übergewichtigen Elfe, einer neunmalklugen Raupe und einem bebrillten Kater handelt. Geschildert wird das tägliche Leben der Waldbewohner wie in einer Seifenoper. Das Übel dieser Welt ist dabei ein böser Fernsehapparat, der laufen und sprechen kann. 
2005 wurde die Serie unter dem englischsprachigen Titel fortgesetzt.
Der Name des titelgebenden Helden Willo the Wisp ist ein Wortspiel auf Will-o’-the-wisp, dem englischen Begriff für das Irrlicht.

## Charaktere
Willo das Waldlicht (Willo the Wisp)
Willo, eine Mischung aus neugieriger Klatschtante und objektivem Berichterstatter, erzählt die Geschichte und führt den Zuschauer mit zahlreichen Kommentaren durch die verschiedenen Ereignisse im Walde. Dabei wird er meist nicht von den anderen Charakteren wahrgenommen. Willo ist ein halbdurchsichtiges, geistartiges Wesen, das stets von einem glimmenden Licht umgeben ist.
Richard Raupe (Arthur)
Richard hat offenbar zu viel Zeit damit verbracht, auf den Tag zu warten, an dem er eine Motte wird. Derweil hat er reichlich unnützes Wissen angehäuft, das er stets an einen Zuhörer weitergibt. Ein williges Opfer hat er in Elfie Ömmel gefunden. Er ist gern mit ihr zusammen, da sie ihm mühelos ein Gefühl der geistigen Überlegenheit geben kann. Richard hat zu allem eine Meinung – nur ist er nicht so klug wie er von sich selbst annimmt. Des Weiteren hat Richard beständige Sorge wegen Edna Übel und versucht jede Begegnung mit ihr zu vermeiden.
Elfie Ömmel (Mavis Cruet)
Die Elfe Elfie meint es stets mit Allen gut, hat ein goldenes Herz und einem goldenen Stern an ihrem Zauberstabe, doch zum Fliegen ist sie zu dick. Stets mit Dickmachern gut gefüttert, fliegt sie durch den Wald, um alles in das von ihr gewollte Rosarot zu tauchen; nur dass ihre Zauberkräfte viel zu schwach dafür sind. Sie liebt alles und jeden – selbst Edna Übel. Elfie verliert nie ihre Begeisterung für das Zaubern, auch wenn die anderen, außer Mops, wenig von ihren Fähigkeiten halten. Elfie ist normalerweise mit Richard Raupe zusammen, den sie offenbar um ein Vielfaches klüger als sich selbst hält. Sie glaubt ihm stets alles, was er ihr sagt.
Einstein (Carwash)
Der Kater ist kurzsichtig, hochmütig und hat Angst vor Weihnachten. Einstein ist ein Denker und sehr reserviert. Meist schwebt er in höheren Sphären, in die er aber die weniger bemittelten Charaktere des Waldes nicht einbeziehen will. Er liebt Literatur und wäre gern Schauspieler. Im Frühjahr zeigt er sich von seiner wilden Seite und springt wie toll herum.
Edna Übel (Evil Edna)
Edna Übel ist eine Hexe in Gestalt eines bösen Fernsehapparates. Sie ist selten guter Laune und stets bemüht, die glückliche Welt des Waldes in Aufruhr zu versetzen. Mit ihren Antennen kann sie eine Vielzahl schrecklicher Zauber bewirken oder ihre Opfer malträtieren. Edna ist selbstsüchtig und eitel, und falls sie mal etwas Gutes zaubert, so für sich selbst oder um jemandem eine Lektion zu erteilen. Die anderen Charaktere verachtet sie.
Monster (The Beast)
Das Monster ist ein eher schwacher Charakter. Er ist groß, harmlos und immer etwas durcheinander – eigentlich jedoch ein Prinz, der von Edna Übel verwandelt wurde. Nun wartet er darauf, von Edna in einen Prinzen zurückverwandelt zu werden. Zumindest in der deutschen Fassung hat er den Sprachfehler, statt des Buchstaben "R" stets den Buchstaben "L" auszusprechen. ("Plinz", "Lingelein", etc.)
Mops (The Moog)
Mops' einziger Lebensinhalt sind Knochen. Er hat kein Gehirn, weshalb er auch nicht denken kann, außer in sehr seltenen Fällen, die dann normalerweise im Chaos oder mit starken Kopfschmerzen enden. Er bemüht sich, ein guter Waldbewohner zu sein, ist völlig naiv und vertraut scheinbar sogar Edna Übel.
Weitere
Zu den weiteren Charakteren gehören der Zauberer Abracadabra, der Elfie einen zweiten Stern verleihen wollte, und Twit – ein Vogel, der immer rückwärts fliegt und dabei „twitschert“.

## Produktion und Veröffentlichung
Der Trickfilmzeichner Nicholas Spargo hat die Serie ab dem Jahre 1977 für die Zielgruppe Fünf- bis Neunjähriger konzipiert und auch die Charaktere entwickelt. Willo das Waldlicht wurde so konzipiert, dass sie kurz vor den 17:45-Uhr-Nachrichten als Füller dienen konnte. Bei der Produktion führte Nicholas Spargo Regie, bei dessen Unternehmen Nicholas Cartoon Films die Serie entstand. Die Musik komponierte Tony Kinsey. Im englischen Original hat Kenneth Williams den Charakteren seine Stimme geliehen. 
Bei BBC wurde die Serie ab dem 14. September 1981 erstmals ausgestrahlt. Insgesamt wurden 26 Folgen zu je fünf Minuten gesendet. 1983 folgte eine Ausstrahlung durch TV Ontario in Kanada. Sat.1 strahlte in seiner Anfangszeit die synchronisierte Serie in seinem Mittagsprogramm aus. Die deutsche Synchronfassung kommt ebenfalls mit nur einem männlichen Sprecher (Erik Schumann) aus.

## Adaptionen
Zu der Serie sind Bücher, Alben, Hör- und Videokassetten sowie eine DVD erschienen.